# 高橋武太郎

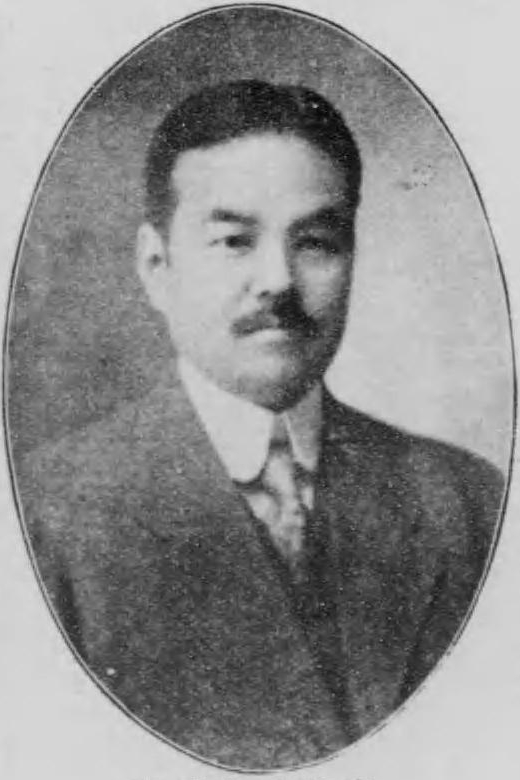
信濃電気時代の高橋武太郎

高橋 武太郎（たかはし たけたろう、1874年〈明治7年〉5月1日 - 1951年〈昭和26年〉4月18日）は、明治後期から昭和時代にかけて活動した日本の電気技術者、実業家である。長野県の電力会社信濃電気で常務取締役を務めたのち独立し研削材メーカーの信濃電気製錬（旧・大正電気製錬所）を起業した。岡山県出身。

## 経歴
岡山県民・山形和吉の六男として1874年（明治7年）5月1日に生まれる。出身地は岡山県苫田郡津山町（現・津山市）。1878年（明治11年）2月高橋家に養子入りし家を継いだ。山口県立山口中学校を経て山口高等学校に入り、1896年（明治29年）7月に卒業。次いで1899年（明治32年）7月東京帝国大学工科大学電気工学科を卒業した。
大学在学中、石川島造船所にて実習していた際に同社が工事を請け負ったことから長野県の飯田にある飯田電灯で設計・監督に関わった。この縁から大学卒業後は飯田電灯に主任技術者として入社し、拡張工事に従事した。1902年（明治35年）、飯田電灯から同じ長野県の電力会社信濃電気へと転じその起業に参画。1903年（明治36年）5月会社設立（初代社長越寿三郎）ののち同年8月信濃電気の技師長に着任した。同社では関川での水力発電所建設を指揮したほか、発生電力を用いた副業であるカーバイド事業（炭化カルシウム製造）に取り組んだ。1905年（明治38年）取締役に選出（取締役兼技師長）。1913年（大正2年）には常務取締役に昇格した。1918年（大正7年）12月、建設に携わった関川の高沢発電所構内に高橋の業績をたたえる記念碑（長野県知事赤星典太篆題）が建てられた。
関川の杉野沢発電所完成（1919年4月）を区切りとして信濃電気からの退職を決め、1919年（大正8年）5月17日付で同社取締役を辞任した。退職後は退職金を投じ、信濃電気から上水内郡柏原村（現・信濃町柏原）にあったカーバイド工場の一角を借り受けて「大正電気製錬所」を立ち上げた。製錬所では友人で冶金学を専門とする東京帝国大学教授桂弁三の指導により、信濃電気から受電して銑鉄（低リン銑鉄）の製造を開始した。しかしながら第一次世界大戦終結の影響を受けて鉄鋼価格の下落が止まらない状況にあり、大正電気製錬所も短期間で事業停止を余儀なくされた。事業停止を機に個人事業から改めて会社組織として事業再開を待つこととなり、1921年（大正10年）12月26日、友人・知人8名とともに株主となって資本金37万5100円の株式会社大正電気製錬所を設立した。会社の本店は東京の自宅に置いた。
1926年（大正15年）、大正電気製錬所は銑鉄製造を断念し研削材に用いられる人造コランダム（褐色溶解アルミナ。別名アランダム）やカーボランダム（炭化ケイ素）の試作に着手した。1928年（昭和3年）からは製品出荷が可能となり、販路も順次拡大して会社の事業を軌道に乗せることに成功した。1938年（昭和13年）になり、大正電気製錬所では信濃電気の後身である長野電気から当時不要になっていたカーバイド工場の現物出資を受けた。このことで長野電気との間に資本関係が生じ、同社の解散後には信越化学工業の傘下に入ることとなった。
太平洋戦争下では引き続き大正電気製錬所社長として軍需が高まる研削材事業の経営にあたる。ところが戦後、軍需消失にドッジ不況による需要減が重なって大正電気製錬所は経営難に陥る。その只中にあった1950年（昭和25年）3月、高橋は健康上の理由で代表取締役社長兼技師長を辞職して大正電気製錬所から退いた。翌1951年（昭和26年）2月、大正電気製錬所は小坂武雄の社長就任にあわせ信濃電気製錬へと社名を変更する。その2か月後の同年4月18日、高橋武太郎は死去した。76歳没。5月2日に信濃電気製錬柏原工場において社葬が行われた。